# 19 août 2001
Le dimanche 19 août 2001 est le 231e jour de l'année 2001.

## Naissances
- Awak Kuier, joueuse de basket-ball finlandaise
- Jeison Rujano, coureur cycliste vénézuélien
- Juna de Leeuw, actrice néerlandaise
- Shurandy Sambo, joueur de football néerlandais
- Thomas Harley, joueur américano-canadien de hockey sur glace

## Décès
- Betty Everett (née le 23 novembre 1939), chanteuse de rhythm and blues, joue aussi du piano
- Donald Woods (né le 15 décembre 1933), journaliste sud-africain
- Felicísimo Fajardo (né le 1 janvier 1914), athlète philippin du XXe siècle
- Henri-François Van Aal (né le 4 janvier 1933), politicien belge
- Jun'ichirō Itani (né le 9 mai 1926), fondateur de la primatologie japonaise
- Neal Colzie (né le 28 février 1953), joueur de football américain
- Pericle Luigi Giovannetti (né le 22 juin 1916), peintre et caricaturiste suisse
- Sylvia Millecam (née le 23 février 1956), actrice néerlandaise
- Willy Vannitsen (né le 8 février 1935), coureur cycliste belge
- Xavier Orville (né le 3 janvier 1932), écrivain français

## Événements
- Découverte des astéroïdes (109097) Hamuy, (139775) 2001 QG298, (32588) 2001 QD124, (32615) 2001 QU277, (32616) Nadinehan, (34747) 2001 QC92, (34755) 2001 QW120, (469372) 2001 QF298 et (51895) Biblialexa
- Début des championnats du monde d'aviron 2001
- Grand Prix automobile de Hongrie 2001
- HEW Cyclassics 2001
- Fin du tournoi de tennis du Canada (WTA 2001)
- 53,28 % des électeurs inscrits dans les communes de Chamonix, des Houches et de Servoz en Haute-Savoie votent à 97,23 % contre le retour des camions dans le tunnel du Mont-Blanc. 
  - Le 16 août, le tribunal administratif de Grenoble avait déclaré illégale l’organisation de cette consultation. D’autres se sont réjouis de cette avancée vers une démocratie locale.
- Au 51e GP de Hongrie, l’Allemand Michael Schumacher s’assure, par la 51e victoire de sa carrière (égalant le record du nombre de victoires en Grand Prix, détenu depuis 1987 par Alain Prost), un quatrième titre de champion du monde des pilotes et un nouveau titre de champion des constructeurs à son équipe Ferrari. Il égale ainsi le record du Français Alain Prost en 1993.